# Caesarius van Terracina

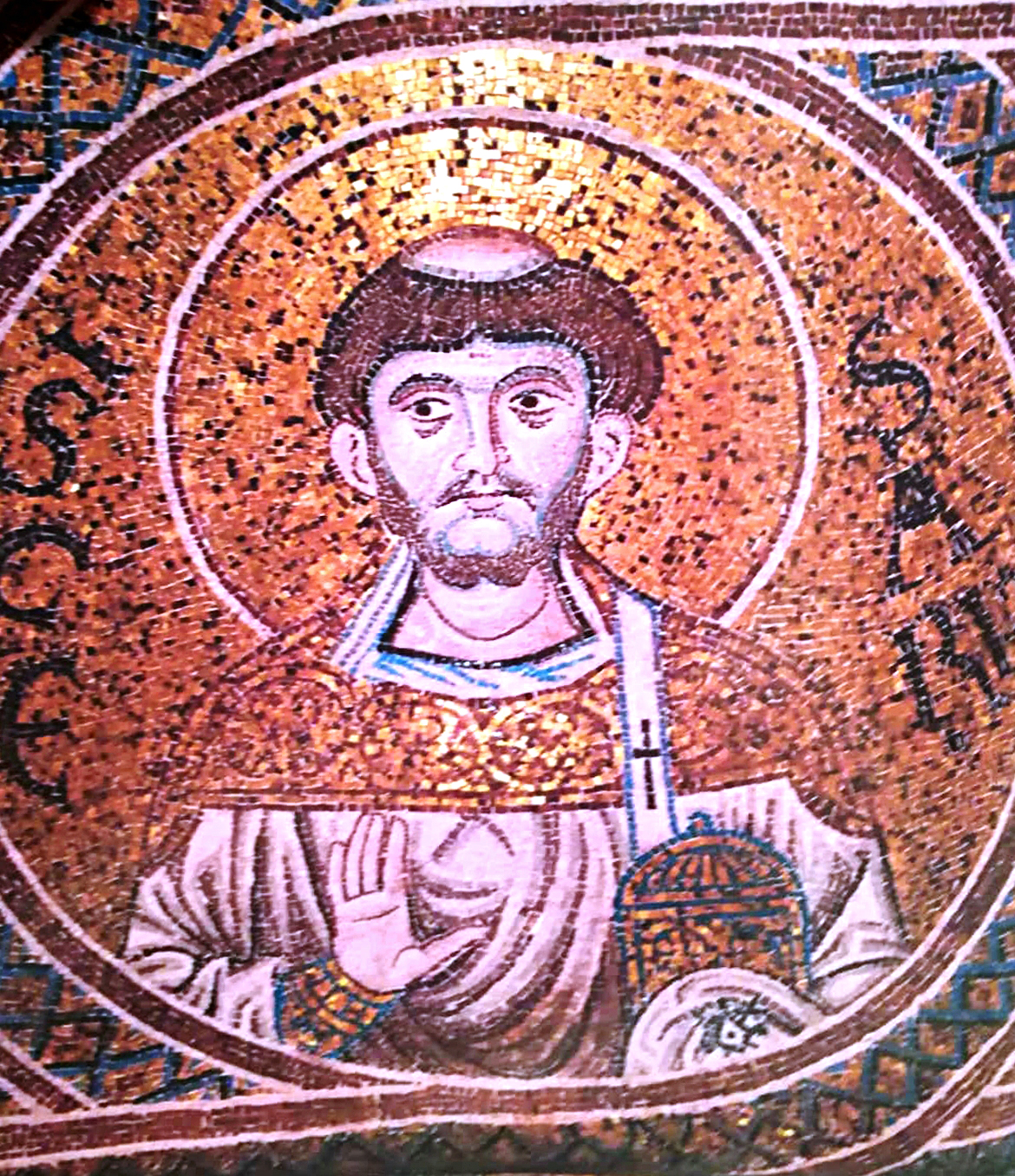
Mozaïek in de Dom van Monreale

Caesarius van Afrika (tweede eeuw) was een diaken in Afrika en werd een martelaar en heilige van de Rooms-Katholieke Kerk.
Volgens de overlevering bracht Caesarius een bezoek aan Italië. Tijdens dit bezoek zou hij, samen met een lokale priester genaamd Julianus, hebben geprotesteerd tegen een offerfeest ter ere van Apollo. Hierop werden hij en Julianus gevangengezet en later verdronken.
In de vierde eeuw zou keizer Valentinianus I genezen zijn toen hij bad bij de relieken van Caesarius, die zich op dat moment in Terracina bevonden. Valentinianus liet de relieken overbrengen naar Rome waar ze werden bewaard in een nieuwe kerk aan de Via Appia. Tegenwoordig is op die plek de kerk van San Cesareo in Palatio.
Zijn feestdag is op 1 november.